# أحمد زكي يماني
أحمد بن زكي يماني (30 يونيو 1930، مكة - 23 فبراير 2021)، وزير البترول والثروة المعدنية السعودي سابقاً من عام 1962 إلى 1986، فكان وزير البترول إبَّان حظر النفط عام 1973 إلى أن أعفاه الملك السعودي الراحل فهد بن عبد العزيز آل سعود من منصبه عام 1986.
اختُطف اليماني مع وزراء نفط آخرين من اجتماع منظمة الأوبك للنفط عام 1975 م في عملية للجبهة الشعبية لتحرير فلسطين نفذها كارلوس الثعلب

## المؤهلات العلمية
- جامعة القاهرة، جمهورية مصر العربية، ليسانس الحقوق القاهرة.(دراسات عليا في القانون 1952).
- جامعة نيويورك دراسات عليا في القانون، نيويورك.
- جامعة هارفرد، كلية الحقوق، كامبريدج، ماساتشيوستس.
- أعفاه الملك فهد من منصبه في عام 1986
- يتحدث العربية والإنجليزية والفرنسية.

## الخبرات العملية
- في 1957 المستشار القانوني لمجلس الوزراء السعودي.
- في 1960 وزير دولة وعضو مجلس الوزراء السعودي.
- في 1962- 1986 وزيرا للبترول والثروة المعدنية.
- أول أمين عام لمنظمة الدول المصدرة للنفط، أوبك (OPEC).
- وضع العديد من القوانين والأنظمة الحالية في المملكة العربية السعودية.
- مؤسس ورئيس مركز دراسات الطاقة العالمي عام 1990.[6]
- مؤسس ورئيس الفرقان للتراث الإسلامي في لندن.

## الوفاة
توفي أحمد زكي يماني في 11 رجب 1442 هـ الموافق 23 فبراير 2021 في لندن، ودُفن في مقبرة المعلاة في مكة المكرمة.

## وصلات خارجية
- أحمد زكي يماني على موقع IMDb (الإنجليزية)
- أحمد زكي يماني على موقع مونزينجر (الألمانية)
- أحمد زكي يماني على موقع إن إن دي بي (الإنجليزية)
- أحمد زكي يماني على موقع قاعدة بيانات الفيلم (الإنجليزية)

| سبقه عبد الله بن حمود الطريقي | وزير البترول والثروة المعدنية السعودي 1383هـ - 1407هـ | تبعه هشام بن محيي الدين ناظر |